# Michał Warczyński

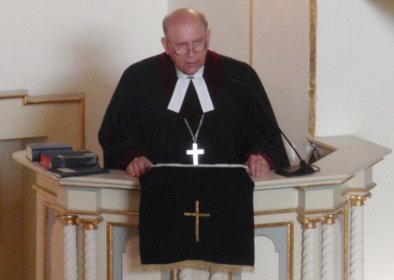
Bischof Michał Warczyński

Michał Warczyński (* 4. Februar 1945) ist lutherischer Theologe und war Bischof der Diözese Pommern-Großpolen der Evangelisch-Augsburgischen Kirche in Polen.

## Leben
Nach seinem Studium an der Christlich-Theologischen Akademie in Warschau wurde er am 18. April 1971 in der Erlöserkirche in Sopot ordiniert. In den Jahren 1973 bis 1983 war er Pfarrer in Zduńska Wola, danach von 1983 bis 2010 Pfarrer in Sopot. In das Amt des Diözesanbischofs wurde er am 7. März 1992 in Sopot eingeführt.
Michał Warczyński war Pfarrer der Kirchengemeinden Gdańsk-Gdynia-Sopot (Danzig-Gdingen-Zoppot) und lange Jahre zusätzlich in Słupsk (Stolp). Von 1992 bis 2010 hatte er das Amt des Diözesanbischofs von Pommern-Großpolen mit Amtssitz in Sopot inne.
Zum Ende des Jahres 2010 trat Warczyński in den Ruhestand. Sein Nachfolger in der Pfarrstelle Sopot und auch im Bischofsamt ist Marcin Hintz.